# Puigcerdá

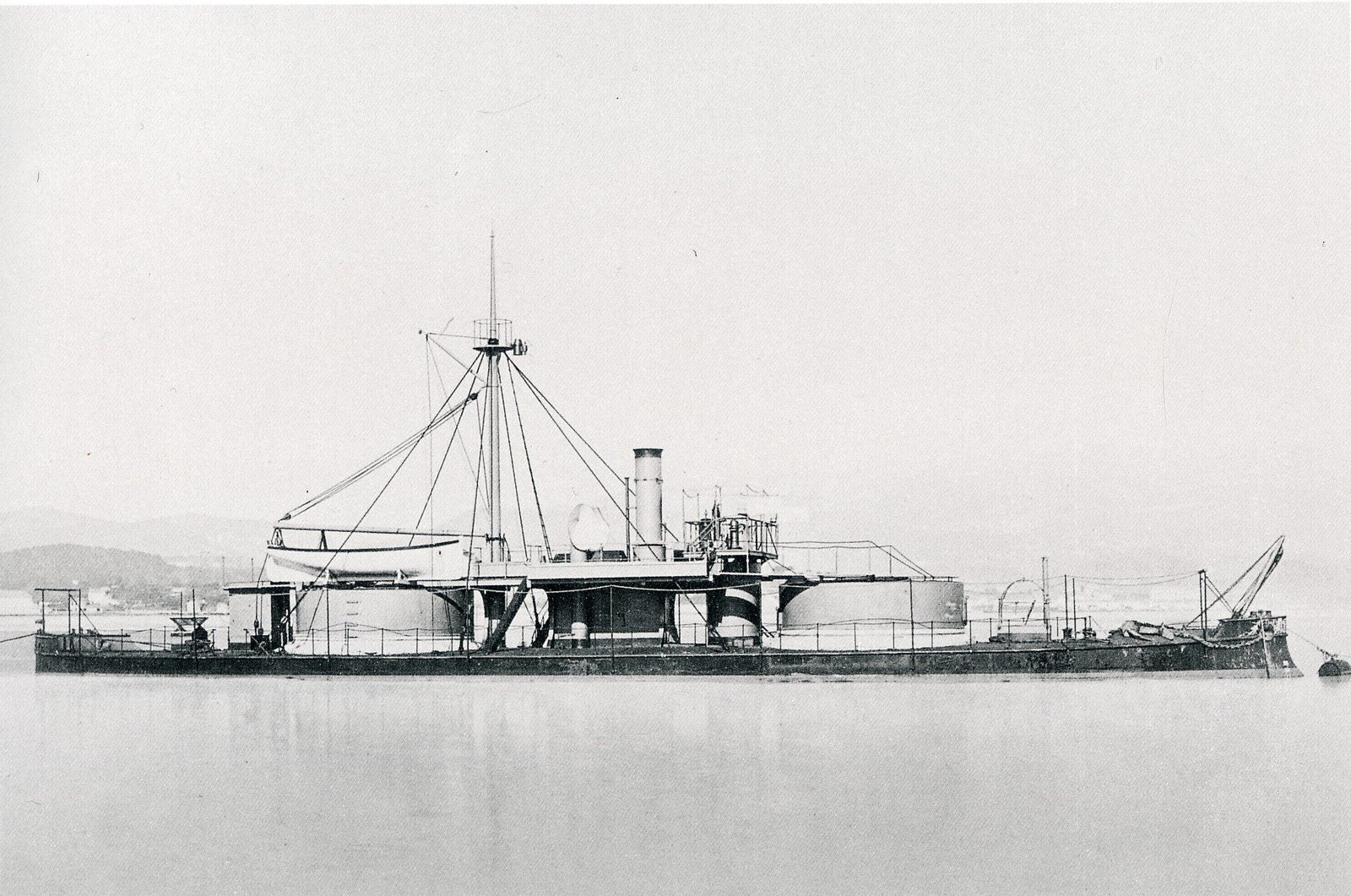
Іспанський монітор «Puigcerdá» (1876)

Puigcerdá — єдиний в історії ВМС Іспанії монітор. Корабель придбали для оборони естуарію Більбао та узбережжя Кантабрії під час Третьої Карлістської війни за 840 000 песет.

## Будівництво
Придбання «Пучсарда» було схвалено 25 серпня 1874 року генералом Серрано і морським міністром Рафаелем Родрігесом Аріасом. Контракт на будівництво корабля був підписаний 11 вересня 1874 року, судно буде побудовано на верфі Forges et Chantiers de la Méditerranée, в Ла-Сейні, Тулон, Франція.

## Служба під час Третьої Карлістської війни
Під час третьої військової війни «Пучсарда» захищав провінцію Віскаю від військ карлістів. Після війни корабель був розміщений у Ферролі разом з плавучою батареєю «Дуке де Тетуан». Був виведений з експлуатації в 1890 році.

## Іспано-американська війна
Після початку іспано-американської війни в 1898 році, «Пучсарда» був знову включений до складу флоту. Корабель був переозброєний сучасною артилерією (160 мм та двома 120 мм гарматами у передній та задній башті відповідно). Монітор відправили відправлений на захист Ріа де Віго (естуарій на узбережжі Галісії).

## Утилізація
У 1900 році «Пучсарда» був виведений з експлуатації і проданий за 30 000 песет для цивільного використання, як невеликий пароплав «Аніта». Пізніше він був проданий компанії John Holt & Co.